# Szczepankowo (Grande-Pologne)
Pour les articles homonymes, voir Szczepankowo.
Szczepankowo (prononciation : [ʂt͡ʂɛpanˈkɔvɔ]) est un village polonais de la gmina d'Ostroróg dans le powiat de Szamotuły de la voïvodie de Grande-Pologne dans le centre-ouest de la Pologne.
Il se situe à environ 4 kilomètres au sud-est d'Ostroróg (siège de la gmina), 5 kilomètres à l'ouest de Szamotuły (siège du powiat), et à 37 kilomètres au nord-ouest de Poznań (capitale de la Grande-Pologne).

## Histoire
De 1975 à 1998, le village faisait partie du territoire de la voïvodie de Poznań.

Depuis 1999, Szczepankowo est situé dans la voïvodie de Grande-Pologne.
Le village possède une population de 377 habitants en 2010.